# Никола Александров (лекар)
Никола Георгиев Александров е български лекар, офицер, генерал-майор от медицинската служба.

## Биография
Роден е на 19 декември 1943 г. в Павликени. През 1969 г. завършва Висшия медицински институт в София. От 1969 до 1971 г. работи като лекар във военно поделение в Симитли. Между 1971 и 1974 г. е на същата позиция в поделение в Разлог. Между 1974 и 1976 г. е ординатор във вътрешното отделение на Военната болница в Русе. През 1976 г. постъпва в клиниката „Пирогов“ като асистент по токсикология. Там до 1991 г. преминава през позициите старши асистент, доцент и началник на клиниката. През 1989 г. става републикански специалист по клинична токсикология. Доцент (1985), доктор на медицинските науки (1991), професор. От 1992 до 1994 г. е ректор на Военномедицинска академия. През 1993 г. става генерал-майор от медицинската служба. През 1994 г. става началник на Клиниката по токсикология към Военномедицинска академия. Никола Александров е един от създателите на клиниката по токсикология във Варна. На 7 юли 2000 г. е удостоен с висше военно звание генерал-майор. На 14 август 2000 г. е освободен от кадрова военна служба.
Създава хранителни добавки на базата на Lactobacillus bulgaricus (Лактобацилус булгарикус), бактерията отговорна за млечнокиселата ферментация на българското кисело мляко. Днес е собственик и управител на фирма Дафлорн ООД
Членува в Европейската асоциация по токсикология (1984), почетен медал на Чехия – Военномедицинска академия, Хр. Кралове, Велик майстор на масоните от Великата ложа на свободните зидари в България (2004). Бил е заместник-председател на Републиканското дружество по токсикология. Излиза в запаса на 14 август 2000.

## Научни трудове
- „Спешна помощ при остри отравяния“, 1989;
- „Клинична и специална токсикология“, 1991;
- „Военна токсикология“, 1992;
- „Остри отравяния в лечение на вътрешни болести“